# Confederazione boema
La Confederazione boema (in lingua latina Confoederatio Bohemica, in lingua ceca Česká konfederace) fu un patto di alleanza dei ceti non cattolici delle terre della Corona boema. Essa fu stipulata il 31 luglio 1619 a Praga. La Confederazione regolava l'ordine statale della Corona Boema in nuovo modo. Il re, come capo monarchico dei paesi confederati fu ampiamente ridimensionato e il potere governativo fu posto nelle mani dei ceti. La Boemia divenne nuovamente una monarchia elettiva (fin dall'inizio del dominio asburgico i ceti non avevano più potuto approfittare dei loro antichi diritti). Contemporaneamente i rapporti fra i ceti di luoghi diversi si modificarono. I ceti dei paesi vicini, Moravia, Slesia, Alta e Bassa Lusazia furono posti sullo stesso livello di quelli boemi. Essi potevano ora partecipare all'elezione del re. Il protestantesimo divenne di fatto la religione di stato.

## Antefatti
Nel 1575 i ceti non cattolici del regno di Boemia presentarono all'imperatore Massimiliano II d'Asburgo una comune confessione religiosa, la Confessio Bohemica. L'imperatore manifestò la sua accettazione ma solo verbalmente. Lo status dei protestanti rimase quindi successivamente non chiaro e giuridicamente non garantito.
Circa un decennio dopo si inserì in Boemia la Controriforma. Il Nunzio apostolico a Praga e alcuni nobili cattolici avevano elaborato piani concreti per la ricattolicizzazione del Paese. Anche l'imperatore Rodolfo II d'Asburgo s'impegnò in misure per attuare questo piano.
Contemporaneamente alla fine del XVI secolo si inasprirono i rapporti politici fra i ceti e i signori. I ceti non volevano lasciare che i loro poteri venissero vincolati dall'assolutismo asburgico.
Rodolfo II, indebolito dalle liti interne alla dinastia e dall'andamento sfortunato delle campagne contro i Turchi, dovette concedere, nel 1609, ai ceti protestanti boemi la libertà religiosa con la Lettera di maestà.
Sotto il suo successore Mattia le controversie politiche e religiose ripresero immutate. La situazione divenne piuttosto confusa. Così l'imperatore, in cattive condizioni di salute, riuscì a far nominare suo successore, nel 1617, l'irriducibile cattolico Ferdinando II d'Asburgo come re di Boemia.
Solo un anno dopo i ceti protestanti boemi passarono all'aperta ribellione. Espressione di questo fu la seconda defenestrazione di Praga del 1618.
Dopo che i governatori imperiali furono cacciati da Praga, un Direttorio provvisorio assunse il potere in Boemia.
I direttori si impegnarono con successo nei mesi successivi a portare dalla loro parte i ceti delle altre terre della Corona boema. Nel frattempo vi furono già scontri fra truppe dei ceti e truppe imperiali.
Nel marzo 1619 l'imperatore Mattia morì. I ceti ora non vollero riconoscere sul trono di Boemia il già incoronato imperatore Ferdinando II d'Asburgo.
Per premunirsi contro l'attesa invasione degli Asburgo, i ceti protestanti boemi trattarono un'alleanza difensiva e il risultato fu la Confederazione boema.

## La sostanza della Confederazione
Di oltre 100 articoli si componeva il trattato della costituzione della Confederazione, che gettava nuove basi per il sistema politico della Corona Boema. La Boemia fu trasformata in monarchia elettiva. Tutti e cinque i territori boemi dovevano partecipare alle elezioni. I poteri del re vennero fortemente limitati. All'incoronazione il re doveva impegnarsi con un giuramento allo stretto rispetto degli atti della Confederazione.
I poteri maggiori da allora dovevano essere condivisi dal re con l'assemblea nella quale tutti i territori boemi erano rappresentati. Parimenti le comunità locali dei ceti dovevano, in proporzione alle loro dimensioni e alle loro capacità finanziarie, pagare le imposte e fornire un contributo alla difesa militare del Paese.
I protestanti furono equiparati ai cattolici. Ai ceti protestanti venne riconosciuta l'autorità sulla Chiesa. Essi potevano ora fondare Chiese locali e affidare il concistoro al proprio controllo.
In tutti i territori della Corona boema dovevano essere scelti tra i nobili i cosiddetti "difensori", ai quali competeva la difesa della religione. Essi dovevano opporsi a ogni interferenza dei cattolici. Ai ceti cattolici era richiesto uno speciale giuramento di fedeltà agli atti della Confederazione, se non volevano essere esclusi dalla comunità.
Articoli specifici regolavano il lavoro delle autorità centrali a Praga.
Di gran lunga più numerosi erano le disposizioni speciali, che si occupavano degli affari di ogni territorio. Le autonomia e le regole dei territori della corona non vennero intaccate. Sui propri interessi i ceti delle singole comunità locali potevano legiferare loro stessi.

## Effetti
Grazie alle concessioni dei ceti boemi, i paesi vicini riuscirono ad inserirsi nell'alleanza contro gli Asburgo. La Confederazione avrebbe potuto essere in tempi di pace un solido equilibratore di interessi. La parlamentarizzazione della monarchia boema – anche se sulla base di privilegi dei ceti – sarebbe stata un significativo passo verso la modernizzazione. La grande debolezza della nuova costituzione, fu che non le riuscì d'instaurare un governo stabile su tutti i territori e che i diversi sistemi giudiziari dei territori non furono unificati e di conseguenza anche le risoluzioni assembleari dei territori non potevano essere accolte dall'Assemblea generale.
Poiché per tutte le decisioni decisive di principio doveva esservi consenso unanime, la Boemia non poté adeguatamente reagire alle minacce esterne, visto che inoltre ci si trovava già in guerra con l'imperatore.
A causa dell'egoismo dei ceti di ogni comunità locale non poterono essere messi in funzione sufficienti mezzi per assicurare la difesa dei territori.

## Conseguenze e fine
Per decisione della Confederazione con l'assemblea generale Ferdinando II fu dichiarato decaduto dal trono. Secondo le regole della nuova costituzione fu scelto come re il Principe elettore Federico V del Palatinato. Nella battaglia della Montagna Bianca (8 novembre 1620) l'esercito dei ceti fu annientato e l'imperatore riprese il potere in Boemia.
Chi da lui venne considerato come membro del complotto della Confederazione fu subito rimosso. Invece di una repubblica protestante dei ceti, la Boemia divenne parte del sistema assolutistico della monarchia asburgica e entro pochi decenni anche ricattolicizzata.